# René Faye
René Faye (Champagnac-la-Rivière, 20 dicembre 1923 – Le Port-Marly, 8 gennaio 1994) è stato un pistard francese.

## Palmarès
- Giochi olimpici

Londra 1948: bronzo nel tandem.